# José Manuel Barla
José Manuel Barla García (Cádiz, 1 de enero de 1967) es un exfutbolista español que jugaba como centrocampista zurdo y que desarrolló su carrera profesional en el Cádiz CF y el Rayo Vallecano de España.

## Trayectoria como jugador
Barla se formó en las categorías inferiores del Cádiz CF, con el que debutó en Primera División en la temporada 1986/1987. Con el conjunto andaluz superó el centenar de partidos de Liga en la máxima categoría del fútbol español entre las temporadas 1986/1987 y 1992/1993. En la temporada 1993/1994 jugó en Segunda División con el Cádiz y al término de esa campaña en la que el equipo bajó a Segunda División B, fichó por el Rayo Vallecano.
Con el conjunto madrileño jugó tres temporadas (de la 1994-1995 hasta la 1996-1997) logrando el ascenso en su primer año en el que desempeñó un papel decisivo por su participación en el equipo. Posteriormente, volvió al Cádiz CF, ya en Segunda División B, donde disputó sus tres últimas temporadas de su carrera como futbolista (desde 1997-1998 hasta 1999-2000).
En total, Barla ha disputado 309 partidos de Liga con el Cádiz CF, 183 de ellos en Primera División, 34 en Segunda División y 92 en Segunda División B.

## Trayectoria como entrenador
Tras su retirada, obtuvo el título de entrenador nacional y pasó a formar parte del organigrama técnico del Cádiz CF. Ha sido entrenador de las secciones inferiores del conjunto gaditano y segundo entrenador del primer equipo (temporada 2007-2008), labor que compaginó con la secretaría técnica. Durante el tramo final de la temporada 2014-2015 entrenó al Real Avilés y en enero de 2016 se incorporó como segundo entrenador al Real Jaén en sustitución de Vicente Ortiz.
Durante la temporada 2016-17, fue segundo entrenador del Real Jaén a las órdenes de Ramón Tejada hasta el mes de marzo de 2017, fecha en la cual éste presentó su renuncia y Barla es nombrado primer entrenador del equipo hasta el final de temporada.

## Clubes

### Como jugador
| Club           | País   | Año       |
| -------------- | ------ | --------- |
| Cádiz C. F.    | España | 1986-1994 |
| Rayo Vallecano | España | 1994-1997 |
| Cádiz C. F.    | España | 1997-2000 |

### Como entrenador
| Club              | País   | Año  |
| ----------------- | ------ | ---- |
| Real Avilés C. F. | España | 2015 |
| Real Jaén C. F.   | España | 2017 |